# Quishuar de Llocllapampa
El Quishuar de Llocllapampa es un árbol patrimonial ubicado en el distrito de Llocllapampa, provincia de Jauja, en el departamento de Junín, Perú. Es un ejemplar de la especie Buddleja incana, conocido comúnmente como quishuar; se destaca por su longevidad, tamaño y valor cultural.

## Descripción
El árbol se encuentra en el Fundo Yanama perteneciente a la Comunidad Campesina de Llocllapampa. Tiene una altura de 16 metros, un diámetro de tronco de 2 metros y una copa de 17 metros. Se caracteriza por tener tres troncos que emergen de una sola raíz, y florece una vez al año.
Posee una edad estimada de 300 años. Ha sido reconocido como árbol patrimonial por la Municipalidad Distrital de Llocllapampa mediante la Ordenanza Municipal N° 001-2022-A/MDLL.
En 2024, fue parte de un circuito turístico de árboles patrimoniales de la provincia de Jauja .

## Historia
La tradición oral, cuenta de este árbol salen duendes en las noches de luna llena, quienes juegan y se cuelgan de sus ramas. La madera del quishuar se utiliza en la construcción rural y la artesanía, y sus hojas hervidas se emplean en la medicina popular.
La ficha de reconocimiento refiere una historia sobre el quishuar:

Este mito nace en tiempos posteriores. Todo comienza en el camino que comunica Cajamarca con Chetilla. Dicha ruta era transitada por caminantes, comerciantes, pero también por bandidos. La gente solía decir que si aparecían caballos con buenas monturas relucientes, seguro eran ladrones. Por desgracia, un peregrino que acababa de vender su ganado en Cajamarca se vio amenazado por ellos. La tarde era lluviosa y hacía mucho viento.   
De acuerdo a la leyenda del quishuar, el pobre caminante daba por hecho que lo asaltarían los bandidos. De pronto, diversas voces provenientes de un bosque de árboles de quishuar lo llamaban por su nombre. El temor a los bandidos era mayor al que le causaban aquellas voces fantasmagóricas, así que se internó entre los árboles. Debido a las fuertes ráfagas de viento, las hojas del quishuar pasaron de su cara verde a la blanca. Cuando los bandoleros se asomaron a la orilla del camino, encontraron un bosque blanco y no verde. Como se creyeron confundidos, siguieron buscando en otra parte.
En casa contó lo sucedido. No obstante, aquel hombre nunca olvidó el favor y dedicó su vida a proteger estos árboles. Por esta razón, se dice que está prohibido atentar contra el quishuar, que sirve de protector de los viajeros.

## Galería

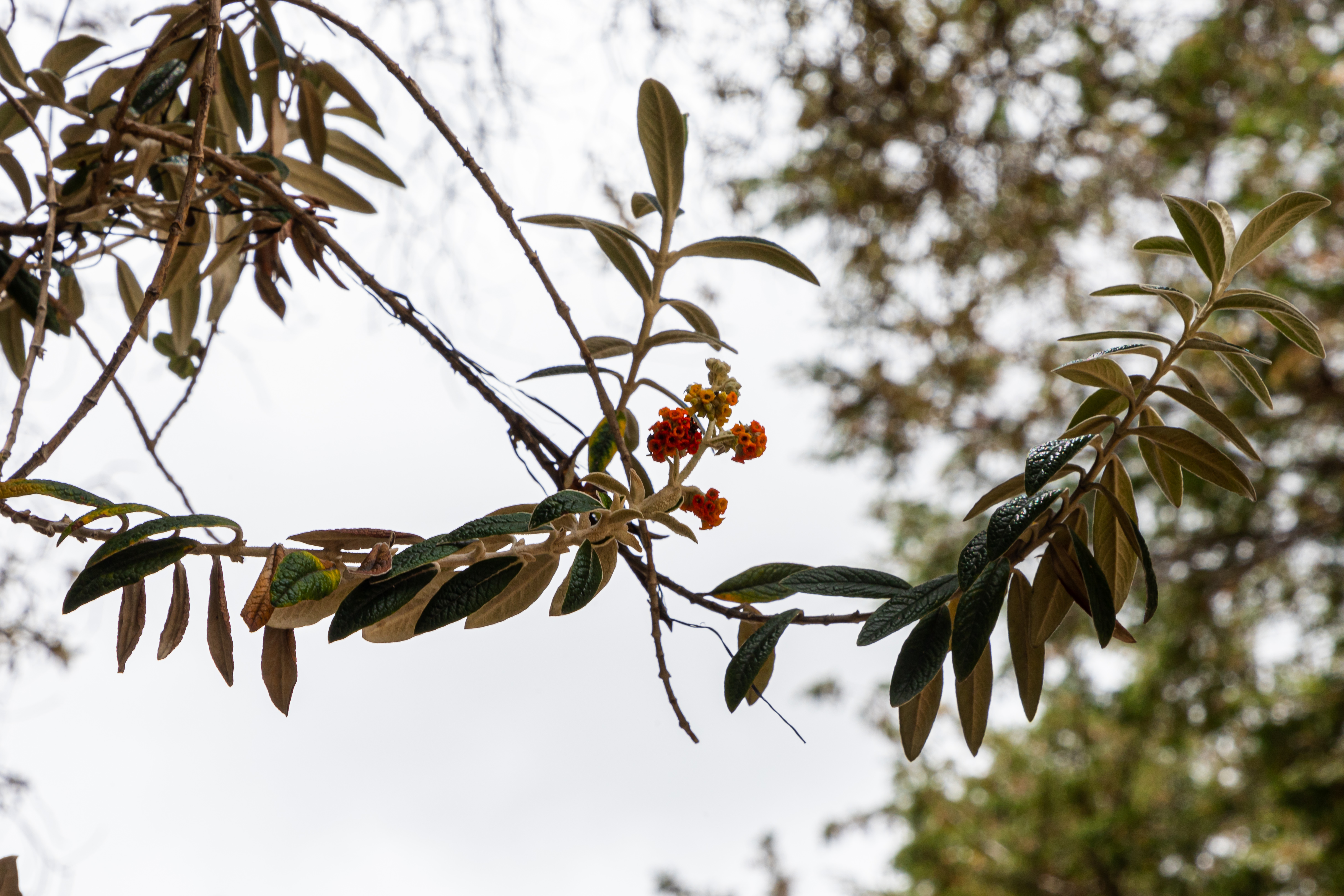
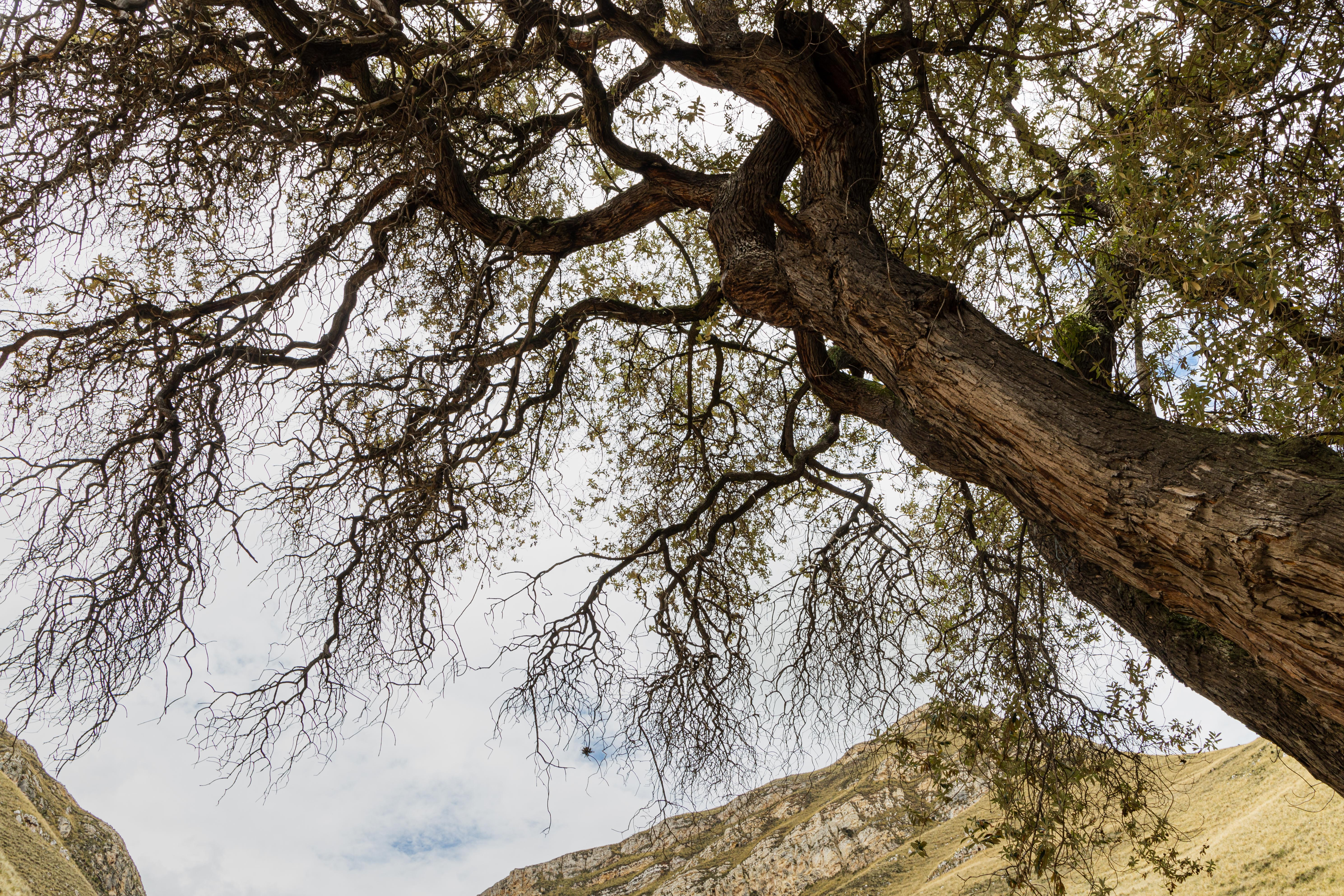
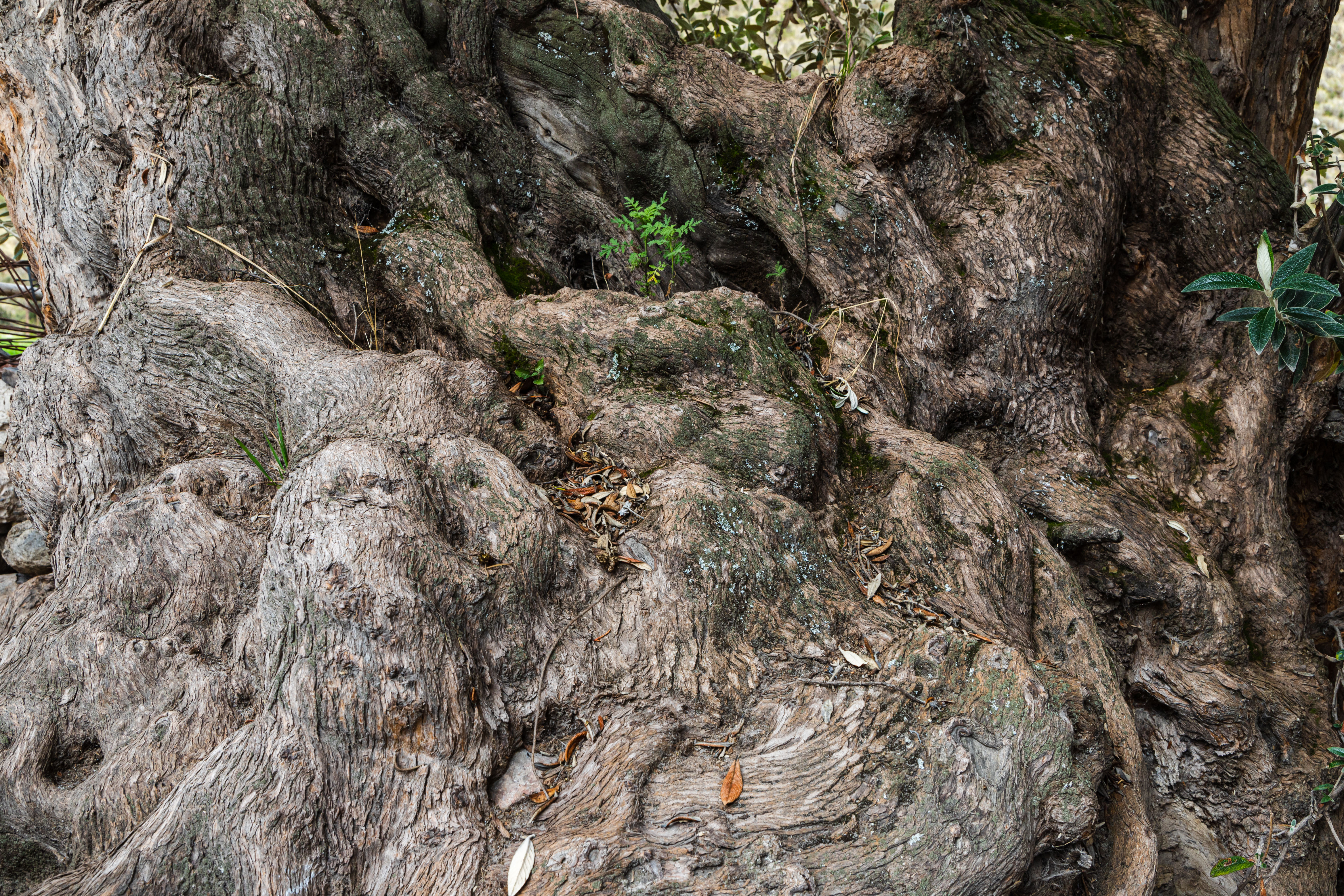
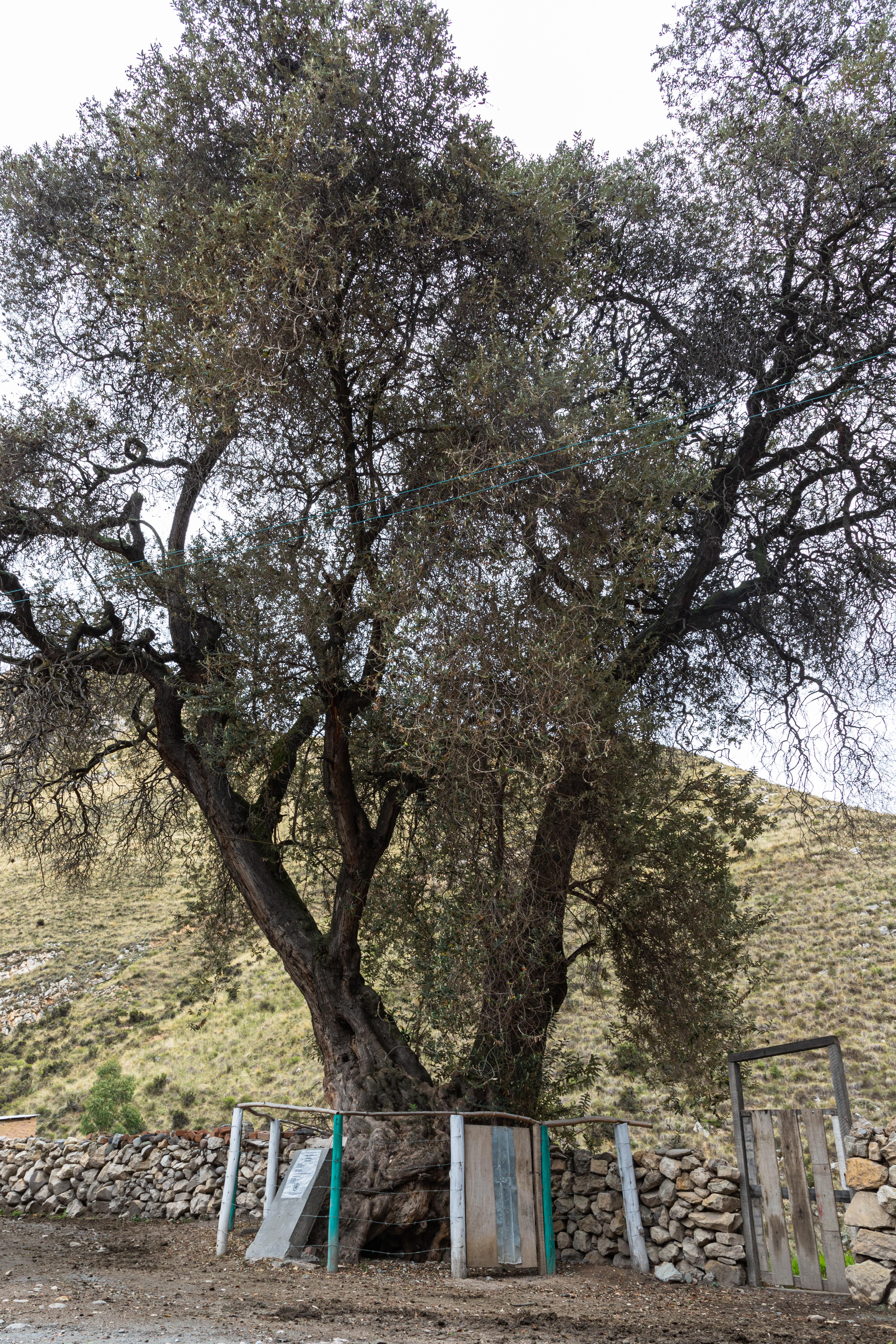
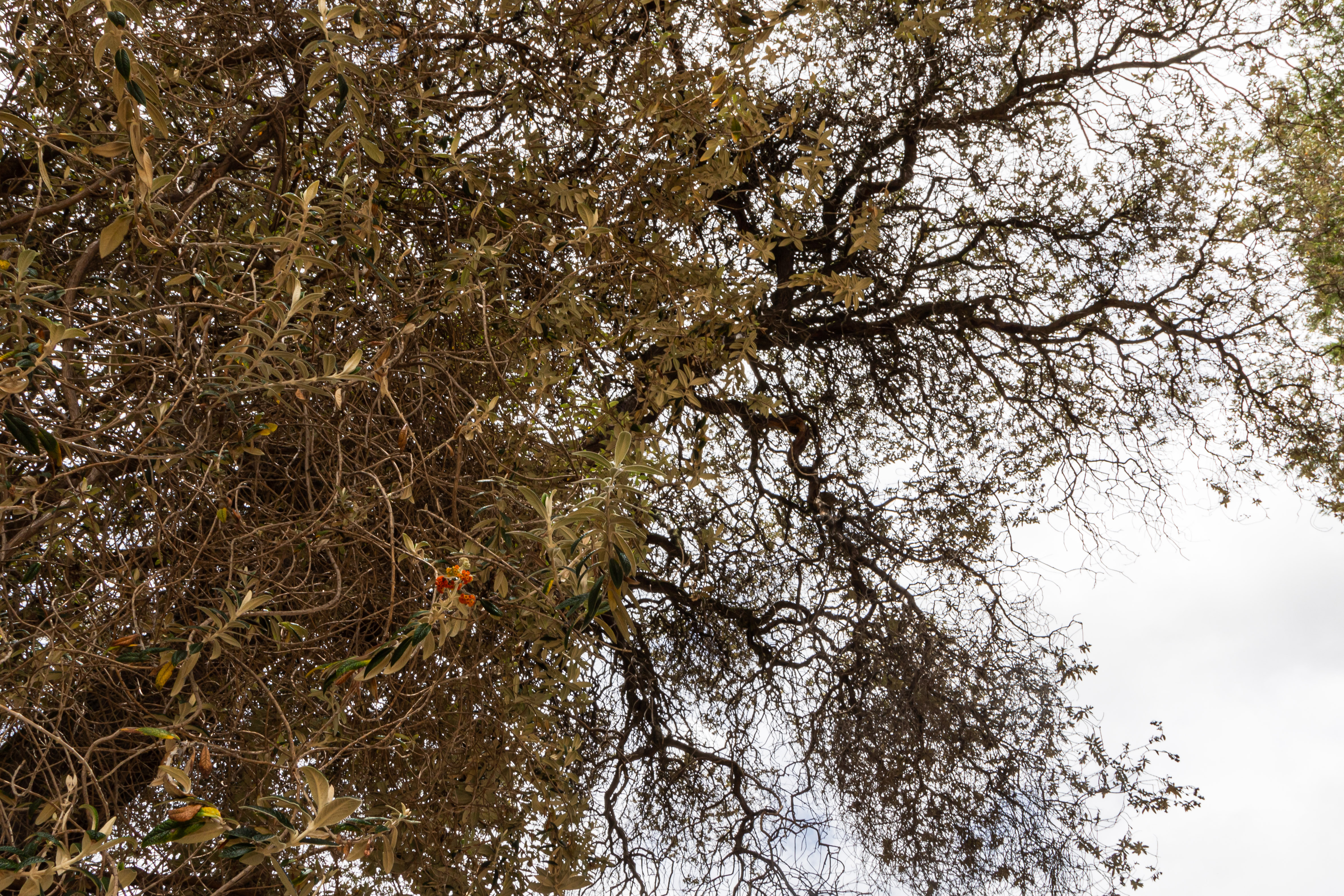